# 2010年中国西南大旱
2010年中国西南大旱是2009年秋季開始发生於中國云南、贵州、广西、四川及重庆的百年一遇的特大旱災。一些地方的乾旱天氣可追溯至2009年7月，至2010年3月，該五省市的受災人口逾6000萬人；仅贵州一省，由于受灾严重需要救济者就高达310万人。同月旱災蔓延至湖南西部、西藏等地區。

## 成因
有人認為雲南及廣西近年為了經濟原因，大規模種植吸取地下水較多的桉樹和橡膠樹，破壞原有植被，是造成今次旱災的一個原因。
有绿色环保组织专家称，这次干旱一定程度上受到厄尔尼诺现象的影响，但是在一条大渡河上建356座大坝，对生态造成严重破坏也是造成气候异常，大地干旱的原因。

## 影响
有水庫因旱災而乾涸，有河流乾枯至斷流。至2010年3月，長江上游的水位也大減，重慶嘉陵江合川段也乾枯至露出河床。長江上游缺水引致中下游的鄱陽湖湖水倒流入長江，若情況不改善，鄱陽湖也有枯水危機。
2010年3月有報道稱，上海、重慶等地的大米已經漲價。
西南地區的水力發電量因旱災而明顯下降。
在西南大旱的同時，湄公河下游的老撾、泰國、柬埔寨和越南也遭受嚴重乾旱。

### 云南省
云南省是此次旱情最严重的地区之一，仅农业损失便高达172亿元人民币。有官員稱雲南「平均一周經濟損失20億元人民幣」。雲南的水力發電能力下降至不及正常時期的20%，被迫限制供電，影響工業生產。
云南此次三季连旱，致使780万人、486万头牲畜饮水困难，秋冬播农作物绝收4700万亩，全省小春粮食比上年减产50%以上。
雲南及廣西是製造抗流感藥特敏福的原料八角的主要種植地，八角失收可能影響特敏福的生產及供應。
如果乾旱天氣持續，雲南各水庫、塘的儲水至5月中旬大概會用完，到時不少地方就會無水可用。

### 贵州省
從2009年秋天起，贵州省大部分地區出現少雨至無雨的天氣。
至2010年3月，贵州省有84个县市受灾，影響人口達1700萬人，有500多万人、200多万头牲畜发生饮水困难，城市工业用水几乎处于停顿状态。貴州茅台多家酒廠亦因缺水停產，部分酒窖已經停工三個月。

### 四川省
四川省农业厅称，这次旱情已经造成该省600多万亩农作物受灾。截至2010年3月16日，该省小春作物受旱517万亩，重旱78万亩，其中重灾区攀枝花有近40万亩已栽种作物受旱，10.8万亩绝收。

### 西藏自治區
截至2010年3月，當地有超過六萬人食水短缺，廿三萬畝農作物受影響。

### 廣西壯族自治區
2010年3月，旱情蔓延至桂中地區，柳州市十三萬名居民受災、來賓市有過百萬畝農作物受災。

## 各界賑災情況
2010年3月，香港政府擬向立法會財務委員會申請撥款一億五千萬港元，注入賑災基金，賑濟內地旱災；該申請於4月1日獲得通過。澳門政府於同月撥款六千萬元人民幣，賑濟內地旱災。